# Nordkvaløya
Nordkvaløya es una isla deshabitada en el municipio de Karlsøy en Troms, Noruega. Se ubica al norte de Ringvassøya y al oeste de Helgøya. El Mar de Noruega está en el noroeste. El paisaje de la isla es muy escabroso. El punto más alto es Storalangen con 736 m.